# Ньюарк (бухта)
Ньюарк (англ. Newark Bay) — бухта в восточной части США, недалеко от Верхнего Нью-Йоркского залива. Глубина залива достигает 16 метров в юго-восточной части, в центральной — 13 метров. Длина бухты — 8,9 километров, ширина изменяется от 1 до 2 км. Площадь её водной поверхности — 14,2 км².
Бухта Ньюарк сформирована слиянием рек Пассейик и Хакенсак (их средний расход воды — 47 и 6 м³/с соответственно). Также в неё напрямую впадают малые реки Периферал-Дитч и Пирсонс-Крик, и, через пролив Артур-Килл, реки Рахуэй, Элизабет, Морсес-Крик, Пилес-Крик, Фреш-Килл-Крик.
Бухта соединяется с Атлантическим океаном двумя проливами: Артур-Киллом и Килл-Ван-Куллом, приливные потоки через второй на порядок больше (1417 м³/с против 283 м³/с).
Большая часть приносимого в бухту и откладываемого в ней осадочного материала приходится на пролив Килл-Ван-Кулл (60 %), реку Пассейик (23 %) и пролив Артур-Килл (12 %). Ввиду постоянного обмеления бухты в ней проводятся ежегодные дноуглубительные работы со средним объёмом вынутого грунта около 440 000 м³/год.